# Sedment
Sedment ist ein Dorf im heutigen Ägypten, am Eingang zum Fayyum. In seiner Nähe befinden sich umfangreiche Nekropolen. In der Forschung sind diese Begräbnisstätten unter dem Namen „Sedment“ bekannt. Sie gehörten wahrscheinlich zu mehreren Dörfern am Rand der Wüste.

## Geschichte

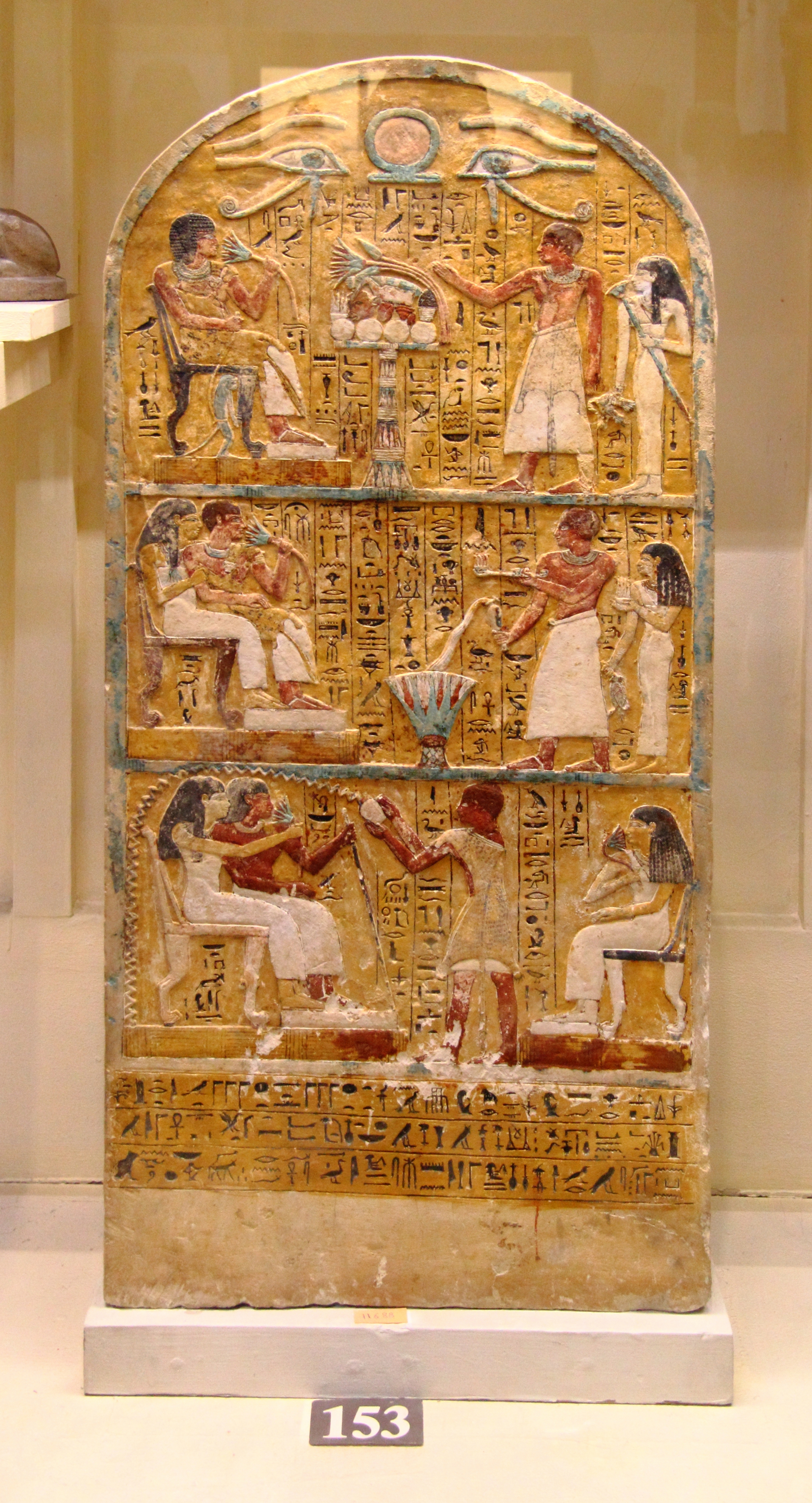
Grabstele des Priesters Nebnachtu und seiner Familie aus Sedment, Neues Reich, Anfang der 18. Dynastie

Die ältesten Grabanlagen stammen aus der Frühdynastischen Zeit, und es gibt einige bedeutende Grabanlagen vom Ende des Alten Reiches. Aus dieser Zeit stammt das Grab des Meryhaishetef, das eine Reihe von Holzfiguren enthielt und von Grabräubern verschont geblieben war. Drei der Figuren zeigen den Grabinhaber nackt, andere stellen Diener beim Verrichten verschiedener Arbeiten dar.
Besonders viele einfache Schachtgräber in diesen Friedhöfen stammen vom Ende der Ersten Zwischenzeit oder aus dem frühen Mittleren Reich. Da sich hier organische Materialien gut erhalten haben, gelten diese Gräber als Musterbeispiele für Bestattungen dieser Periode. Die Toten sind meist in einfachen Särgen beigesetzt worden, von denen nur die aufwändigsten dekoriert waren. Neben dem Sarg fanden sich in der Regel diverse Holzmodelle von Dienern, die bei täglichen Arbeiten dargestellt worden sind.
Aus dem hohen Mittleren Reich gibt es nur wenige Gräber. Zahlreiche Grabanlagen sind jedoch in die Zeit des Neuen Reichs zu datieren. In dieser Zeit wird ein bemerkenswerter Wandel sichtbar. Nachdem in den vorangegangenen Perioden lediglich Angehörige der lokalen Bevölkerung, die in der staatlichen Hierarchie nur eine untergeordnete Rolle spielten, beigesetzt wurden, werden nun, wie auch auf anderen Provinzfriedhöfen seit dem Beginn der 19. Dynastie, auch höchste Würdenträger bestattet. Dazu gehört beispielsweise das Grab des Wesirs Rahotep, der unter Ramses II. amtierte. Als das Grab in der Neuzeit entdeckt wurde, war es bereits sehr zerstört; es muss aber einst eine bedeutende Anlage gewesen sein. Es fanden sich Säulenbruchstücke, Reliefs aus verschiedenen Steinen und Fragmente diverser Statuen. Eine andere große Anlage gehörte dem General des Herrn der beiden Länder Sethi, der wohl auch unter Ramses II. amtierte. Es fanden sich achteckige Säulen seines Grabes und Reliefbruchstücke.
Die Nekropole war auch in den folgenden Perioden belegt, doch sind die Grabanlagen dieser Zeitspannen bislang nur unzureichend untersucht worden.